# Pega Pega
Pega Pega este o telenovelă braziliană din 2017.

## Distribuție
- Camila Queiroz - Luíza Guimarães
- Mateus Solano - Eric Ribeiro
- Nanda Costa	- Sandra Helena
- Thiago Martins - Júlio
- Vanessa Giácomo	- Antônia
- Marcelo Serrado - Vitor Aguiar (Malagueta)
- Mariana Santos - Maria Pia Camargo
- João Baldasserini - Agnaldo
- Elizabeth Savalla - Arlete
- Irene Ravache - Sabine Favre
- Marcos Caruso - Pedro Guimarães (Pedrinho)